# Thomas Einwaller
Thomas Einwaller (Scheffau am Wilden Kaiser, 25 de abril de 1977) é um árbitro de futebol austríaco.

## Biografia
Ele tem sido árbitro FIFA desde 2005. Ele mora em Scheffau am Tennengebirge e é funcionário de um banco. Ele já arbitrou nos Jogos Olímpicos de 2008 (incluindo o jogo pela medalha de bronze), Liga dos Campeões, Taça UEFA e de qualificação para o UEFA Euro 2008 e Copa do Mundo de 2010.
Ele foi pré-selecionado como árbitro para a Copa do Mundo de 2010.